# Nguyễn Xuân Cường
Nguyễn Xuân Cường (sinh ngày 14 tháng 10 năm 1959) là một chính trị gia người Việt Nam. Ông nguyên là Bộ trưởng Bộ Nông nghiệp và Phát triển Nông thôn, đại biểu Quốc hội Việt Nam khóa XIV nhiệm kì 2016-2021, thuộc đoàn đại biểu Quốc hội tỉnh Bắc Kạn. Trong Đảng Cộng sản Việt Nam, ông từng là Ủy viên Ban Chấp hành Trung ương Đảng khóa XII.

## Giáo dục
- Chuyên môn nghiệp vụ: Kỹ sư Nông nghiệp
- Học vị: tiến sĩ Nông nghiệp
- Lý luận chính trị: Cao cấp

## Tiểu sử
Ông sinh ngày 14 tháng 10 năm 1959 tại xã Hồng Hà, huyện Đan Phượng (nay là xã Ô Diên), thành phố Hà Nội.
- 01/1983 - 3/1985: Công tác tại Phòng Nông nghiệp huyện Đan Phượng, tỉnh Hà Tây.
- 4/1985 - 6/1988: Phó Giám đốc Công ty Bảo vệ thực vật huyện Đan Phượng, tỉnh Hà Tây.
- 7/1988 - 3/1991: Phó Giám đốc Công ty Dịch vụ kỹ thuật cây trồng huyện Đan Phượng (do sáp nhập từ 02 Công ty Bảo vệ thực vật và Công ty Vật tư nông nghiệp).
- 4/1991 - 3/1994: Trưởng phòng Nông nghiệp huyện Đan Phượng, tỉnh Hà Tây.
- 4/1994 - 6/1995: Giám đốc Trung tâm khuyến nông tỉnh Hà Tây.
- 7/1995 - 7/1996: Trưởng phòng kỹ thuật Sở Nông Lâm nghiệp tỉnh Hà Tây.
- 8/1996 - 8/1997: Giám đốc Trung tâm khuyến nông tỉnh Hà Tây.
- 9/1997 - 11/2002: Phó Giám đốc Sở Nông nghiệp và phát triển nông thôn tỉnh Hà Tây.
- 11/2002 - 7/2004: Bí thư Huyện ủy Mỹ Đức, tỉnh Hà Tây.
- 8/2004 - 6/2006: Phó Chủ tịch Ủy ban nhân dân tỉnh Hà Tây.
- 6/2006 - 7/2008: Phó Bí thư Tỉnh ủy, Chủ tịch Ủy ban nhân dân tỉnh Hà Tây.
Sau khi Hà Tây được sáp nhập vào Hà Nội, ông được bổ nhiệm giữ chức Thứ trưởng Bộ Tài nguyên và Môi trường (8/2008 - 5/2010).
- 5/2010 - 01/2011: Bí thư Tỉnh ủy Bắc Kạn.
- Tháng 1 năm 2011, tại Đại hội Đại biểu toàn quốc lần thứ XI của Đảng được bầu vào Ban Chấp hành Trung ương Đảng.
- 01/2011 - 01/2013: Ủy viên Trung ương Đảng, Bí thư Tỉnh ủy Bắc Kạn.
- 01/2013 - 12/2015: được Bộ Chính trị phân công giữ chức ủy viên Trung ương Đảng, Phó trưởng Ban Kinh tế Trung ương Đảng Cộng sản Việt Nam.
- 12/2015 – 7/2016: Ủy viên Trung ương Đảng, Ủy viên Ban cán sự đảng, Thứ trưởng thường trực Bộ Nông nghiệp và Phát triển Nông thôn.
- Đại biểu Quốc hội khóa XIV (2016-2021).
28/7/2016: Tại kỳ họp thứ nhất Quốc hội khóa XIV, được Quốc hội phê chuẩn, Chủ tịch nước bổ nhiệm giữ chức Bộ trưởng Bộ Nông nghiệp và phát triển nông thôn./.
Ngày 07 tháng 4 năm 2021, Tại kỳ họp thứ 11, Quốc hội khóa XIV, được Quốc hội phê chuẩn, Chủ tịch nước miễn nhiệm chức danh Bộ trưởng Bộ Nông nghiệp và phát triển nông thôn nhiệm kỳ (2016 – 2021) theo đề nghị của Thủ tướng Phạm Minh Chính.